# Andrea Schwarzenberger
Andrea Schwarzenberger (ur. 26 kwietnia 1972 w Krün) – niemiecka narciarka alpejska reprezentująca także Niemcy Zachodnie, dwukrotna medalistka mistrzostw świata juniorów.

## Kariera
Największe sukcesy w karierze Andrea Schwarzenberger osiągnęła w 1988 roku, startując na mistrzostwach świata juniorów w Madonna di Campiglio. Już w pierwszym starcie zwyciężyła w zjeździe, wyprzedzając bezpośrednio Austriaczkę Sabine Ginther oraz Ullę Lodziņę z ZSRR. Dzień później wywalczyła srebrny medal w supergigancie, rozdzielając na podium Ginther i Francuzkę Aline Mandrillon. Brała także udział w rozgrywanych rok później mistrzostwach świata juniorów w Aleyska, gdzie w slalomie gigancie i supergigancie zajmowała siódmą pozycję.
Pierwsze punkty w zawodach Pucharu Świata wywalczyła 28 listopada 1992 roku Park City, gdzie była dwunasta w gigancie. Punkty zdobyła jeszcze tylko raz, 5 grudnia 1992 roku w Steamboat Springs, zajmując siedemnaste miejsce w tej samej konkurencji. W klasyfikacji generalnej sezonu 1992/1993 zajęła ostatecznie 87. miejsce. Nie brała udziału w igrzyskach olimpijskich ani mistrzostwach świata.

## Osiągnięcia

### Mistrzostwa świata juniorów
| Miejsce | Dzień       | Rok  | Miejscowość          | Konkurencja | Czas biegu  | Strata  | Zwyciężczyni         |
| ------- | ----------- | ---- | -------------------- | ----------- | ----------- | ------- | -------------------- |
| 1.      | 27 stycznia | 1988 | Madonna di Campiglio | Zjazd       | 1:15,24 min | -       | -                    |
| 2.      | 28 stycznia | 1988 | Madonna di Campiglio | Supergigant | 1:16,26 min | +0,07 s | Sabine Ginther       |
| 19.     | 30 stycznia | 1988 | Madonna di Campiglio | Gigant      | 1:53,22 min | +2,87 s | Sabine Ginther       |
| 12.     | 5 kwietnia  | 1989 | Aleyska              | Zjazd       | 1:31,91 min | +1,76 s | Sabine Ginther       |
| 7.      | 7 kwietnia  | 1989 | Aleyska              | Slalom      | 1:41,48 min | +1,56 s | Gabriela Zingre      |
| 7.      | 8 kwietnia  | 1989 | Aleyska              | Gigant      | 2:09,19 min | +1,42 s | Kimberly Schmidinger |

### Puchar Świata

#### Miejsca w klasyfikacji generalnej
- sezon 1992/1993: 87.

#### Miejsca na podium
Schwarzenberger nigdy nie stanęła na podium zawodów PŚ.